# 阿氏副雙邊魚
阿氏副雙邊魚為輻鰭魚綱鱸形目鱸亞目雙邊魚科的其中一個種，分布於亞洲緬甸淡水流域，屬肉食性。